# Brandenburger

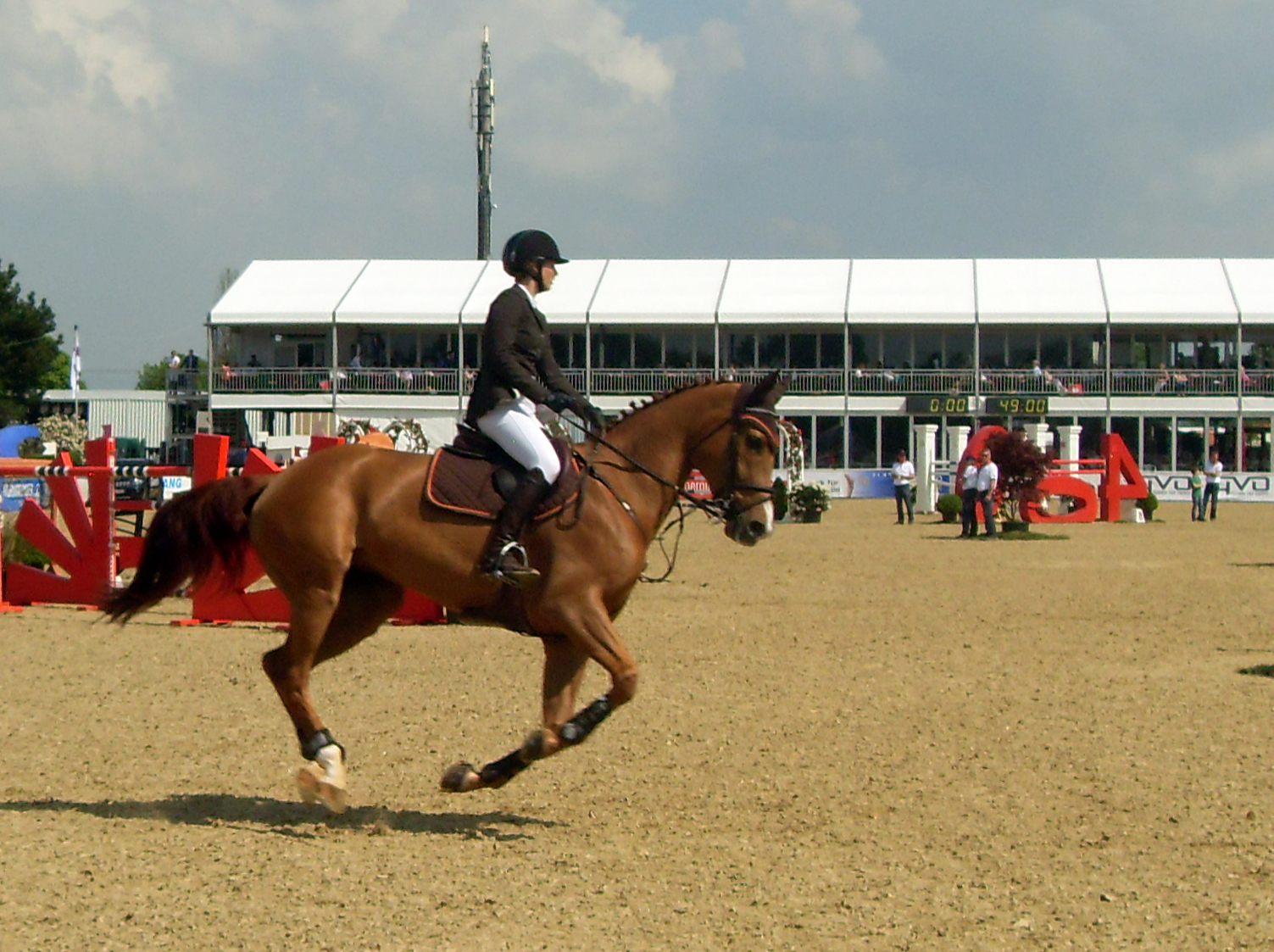
Brandenburger op een springconcours

De brandenburger is een warmbloedpaard uit Duitsland. Het is een modern sportpaard dat omschreven wordt als een evenwichtig paard met een levendig temperament en een meegaand karakter maar ook met een lichte neiging tot nervositeit. 

## Geschiedenis
Er werd als eerste gelezen over fokken met deze paarden in de documenten van de mark Brandenburg, in de 15e eeuw. Dit was echter nog geen omschreven ras. 
De ontwikkeling van de moderne brandenburger werd mogelijk gemaakt door kruisingen met onder andere de trakehner, hannoveraan en de Engelse volbloed. De nationale stoeterij van Neustadt, die in 1788 door koning Frederik Willem II van Pruisen werd opgericht, bepaalde in grote mate de ontwikkeling van de brandenburger. 

## Bloedlijnen, fokken en belangrijke paarden
Na de Duitse hereniging kwamen er Hannoveraanse hengsten via Redefin en hadden een grote invloed op de brandenburger. Hieronder zaten de:
- Detektiv-lijn (via Duell van Duellant, Dollarprinz van Dollart, Dispondeuz van Direx)
- Goldschaum xx-lijn (via Gottland van Goldstein)
- Adept-lijn (via Abendwind van Adept, Akzento van Arzano)

De hengst Komet uit Mecklenburg ontkwam als ongeregistreerde hengst aan castratie. Hij bleek goede nakomelingen te hebben voortgebracht, die opnieuw succesvolle springpaarden voortbrachten, waaronder Kolibri van Kobold en Kogani I van Kobold I. 
Sinds 1990 werd door het vernieuwde stamboek nieuw bloed toegelaten. Sindsdien worden er veel holsteiners van de Ladykiller xx-lijn en de Cor de la Bryere SF-lijnen gebruikt. Maar ook oldenburgerhengsten zijn gewild. 
In 1999 omvatte de populatie 76 geregistreerde hengsten en ruim 1900 merries. Het Neustadt/Dossegebied is het grote fokgebied. Elk jaar in oktober wordt daar een hengstenkeuring gehouden. 

## Gebruik
Brandenburgers worden onder het zadel en aangespannen gebruikt in alle takken van paardensport en door recreatieruiters. Een bepaalde merrie van het stamboek was als zesjarige zeer succesvol in de dressuur en bracht in 2003 op een veiling een recordbedrag van 2,5 miljoen euro op.